# Ghost Force
Ghost Force è un romanzo di Patrick Robinson.

## Trama
Anno 2010. La Siberia inizia a protestare per lo scarso valore riconosciuto al proprio petrolio dalla Russia, e Mosca decide di eliminare chi protesta. Inoltre il governo moscovita ritiene di dover cercare altre fonti di petrolio, e rivolge la sua attenzione ai giacimenti trovati nelle isole Falkland.
I russi stuzzicano quindi i militari argentini ad andare alla conquista delle isole "Malvinas" garantendo loro un appoggio militare nascosto. Il colpo di mano sulle isole, praticamente lasciate incustodite dalla Gran Bretagna, riesce e l'Argentina prende possesso delle isole.
Il parlamento britannico decide, come nel 1982, di affrontare gli invasori argentini per liberare le isole, ma questa volta le forze navali sono molto meno efficienti, indebolite dallo stesso governo di Sua Maestà con dei potenti tagli economici. Come previsto dalla stessa Royal Navy la spedizione si rivela un disastro, grazie anche ad un intervento russo ed il corpo di spedizione britannico è costretto a chiedere la resa dopo pesanti perdite.
In questo sfortunato conflitto i britannici ottengono però un successo: un distaccamento del SAS riesce a distruggere un centro di comunicazione argentino e a massacrarne la guarnigione. Nei giorni successivi il reparto del SAS riesce miracolosamente a sfuggire ai rastrellamenti nemici e perfino ad infliggere ulteriori perdite tra le pattuglie di ricerca argentine. La missione di sabotare le difese argentine alle Falkland e di salvare i colleghi britannici è affidata ad un reparto di SEAL. Date le difficoltà da affrontare il comandante dei SEAL decide di richiamare in servizio il capitano di fregata Rick Hunter, uno dei suoi migliori ufficiali, che oltretutto è anche cognato del capitano Douglas Jarvis, il comandante del distaccamento del SAS disperso sulle Falkland. La missione di salvataggio e sabotaggio è compiuta senza perdite tra le forze speciali e con gli argentini fortemente indeboliti.
Per costringere il governo argentino a scendere a compromessi sulle Falkland e le sue riserve petrolifere alla fine viene pianificata un'azione temeraria, che nel 1982 il SAS britannico aveva pianificato ma non attuato dati i grandissimi rischi: colpire la base aerea argentina di Rio Grande, sull'Isola della Terra del Fuoco. Al distaccamento del SEAL si unisce anche il capitano Jarvis, che vuole assistere il cognato in questo difficilissimo compito. 
Dopo varie peripezie, gli americani riescono quindi nel loro intento e si arriva ad un accordo tra le parti, che lascia insoddisfatto il governo russo.
Curiosità: il personaggio del capitano Douglas Jarvis comparirà nuovamente, seppur con un piccolissimo ruolo, in un romanzo successivo (Fino Alla Morte). Si scoprirà che dopo la seconda guerra delle Falkland è stato promosso maggiore e vice comandante del 22 Reggimento SAS.

## Edizioni
- Patrick Robinson, Ghost Force, Teadue, TEA, 2009,  p. 478.